# Roméo Langlois
Pour les articles homonymes, voir Langlois.
Roméo Langlois est un journaliste et reporter français.

## Biographie
Originaire de Toulouse, Roméo Langlois est un journaliste, spécialiste de la Colombie. 
Il est devenu correspondant pour le Figaro au début des années 2000, après des études à Sciences politiques et en communication, puis a travaillé pour France 24.
Il a également réalisé deux documentaires remarqués pour Canal +, dont un sur les dessous de la libération d’Ingrid Betancourt et sur l’or de Colombie,.
Alors qu'il accompagnait une unité de l'armée colombienne dans une opération militaire, les soldats sont pris dans une embuscade des FARC et il est capturé à l'issue des combats. Il est détenu dans la jungle du 28 avril au 30 mai 2012. Les rebelles colombiens l'ont remis à la Croix-Rouge et lui ont présenté des excuses pour l’avoir considéré comme un prisonnier de guerre'.
En 2013, il remporte le prix Albert-Londres pour son reportage Colombie : à balles réelles, diffusé sur France 24,.